# Chiesa di San Pietro Apostolo (Valdastico)
La chiesa di San Pietro Apostolo è la parrocchiale di San Pietro, frazione-capoluogo del comune sparso di Valdastico, in provincia di Vicenza e diocesi di Padova; fa parte del vicariato di Caltrano.

## Storia

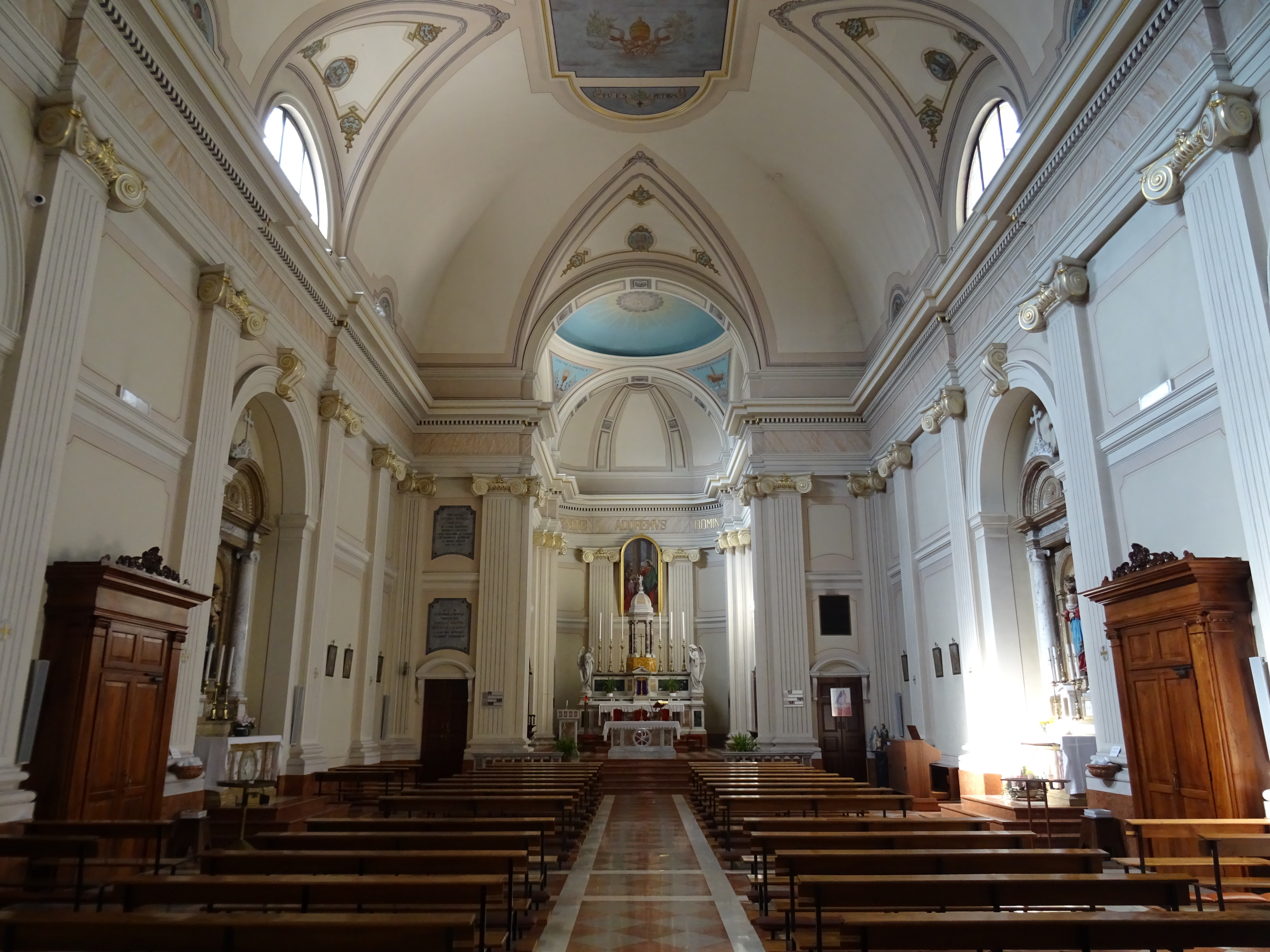
L'interno

La prima citazione di un hospitale Sancti Petri in Astico è da ricercare in un documento datato 4 giugno 1155 con cui papa Adriano IV ne confermò il possesso al vescovo di Padova; nella decima papale del 1297 si legge anche della chiesa di San Pietro.
Nel 1488 il vescovo Pietro Barozzi, compiendo la sua visita pastorale, trovò che la chiesa, dipendente dalla pieve di Caltrano, era composta da due piani, di cui il superiore più antico e quello inferiore aggiunto in un secondo momento; una situazione simile fu trovata nel 1571 dal vescovo Nicolò Ormanetto, il quale, nella sua successiva visita del 1587, trovò che era stata riedificata da poco.

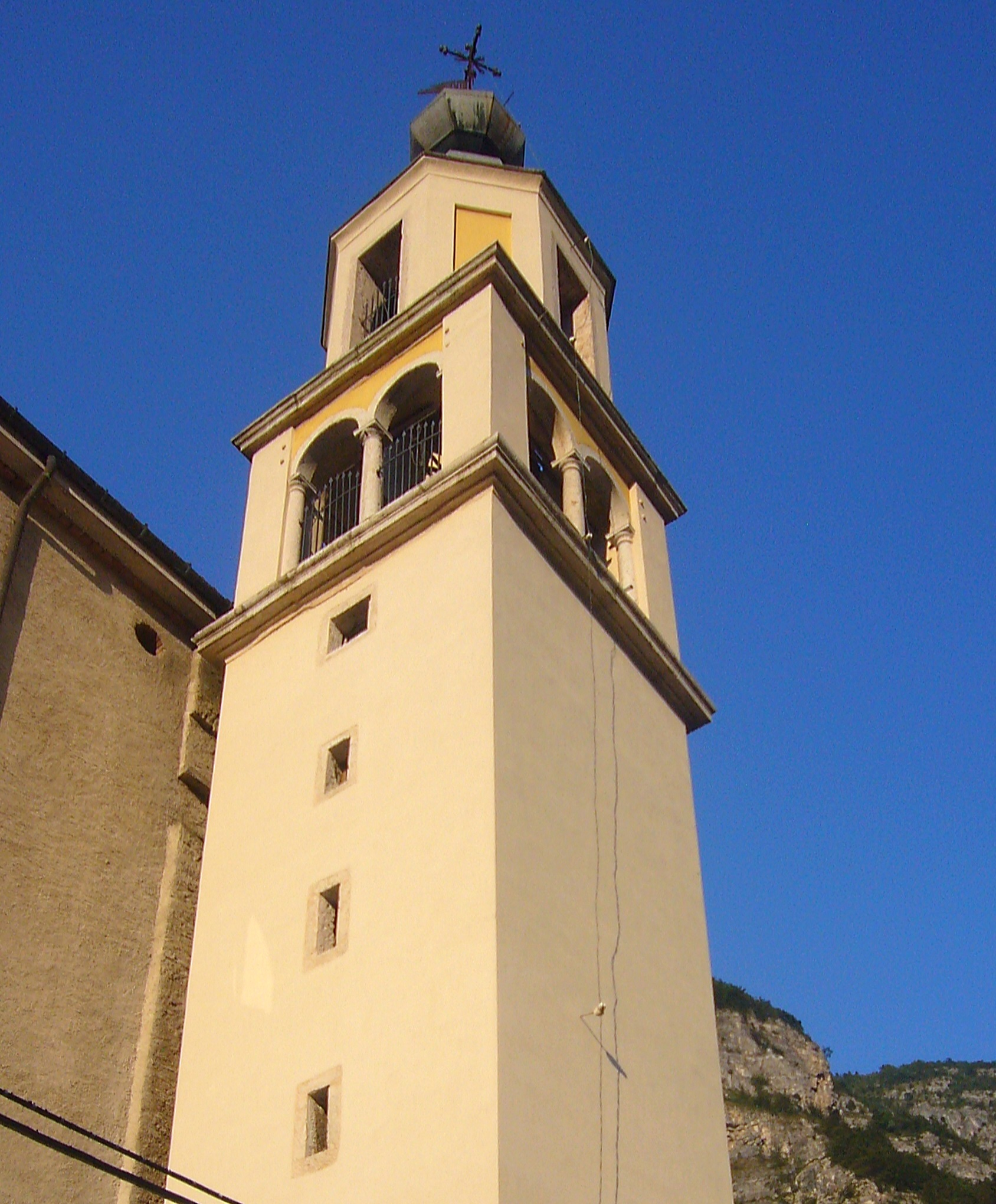
Il campanile

Il vescovo Giorgio Corner, rilevando che le tre campane erano alloggiate in un campaniletto a vela, nel 1647 ordinò che venisse costruito un nuovo campanile e che esse fossero colà trasferite.
La nuova torre fu eretta tra il 1763 e il 1768, mentre la parrocchiale venne interessata da un intervento di riedificazione nel 1790.
All'inizio del Novecento si rivelò insufficiente a soddisfare le esigenze dei fedeli e, così, si decise di sostituirla con una più grande; nel 1910 iniziarono i lavori di demolizione delle case circostanti per creare spazio e si procedette poi allo scavo delle fondamenta. La prima pietra della costruenda chiesa fu posta il 25 marzo 1911 dal vescovo Luigi Pellizzo; l'opera, interrotta durante il primo conflitto mondiale, venne ultimata nel 1926 e benedetta l'anno successivo.
L'inaugurazione ufficiale si tenne il 10 novembre 1929 alla presenza del vescovo Elia Dalla Costa, mentre il 4 novembre 1932 venne celebrato il completamento della facciata; la chiesa fu consacrata il 27 novembre 1935.

## Descrizione

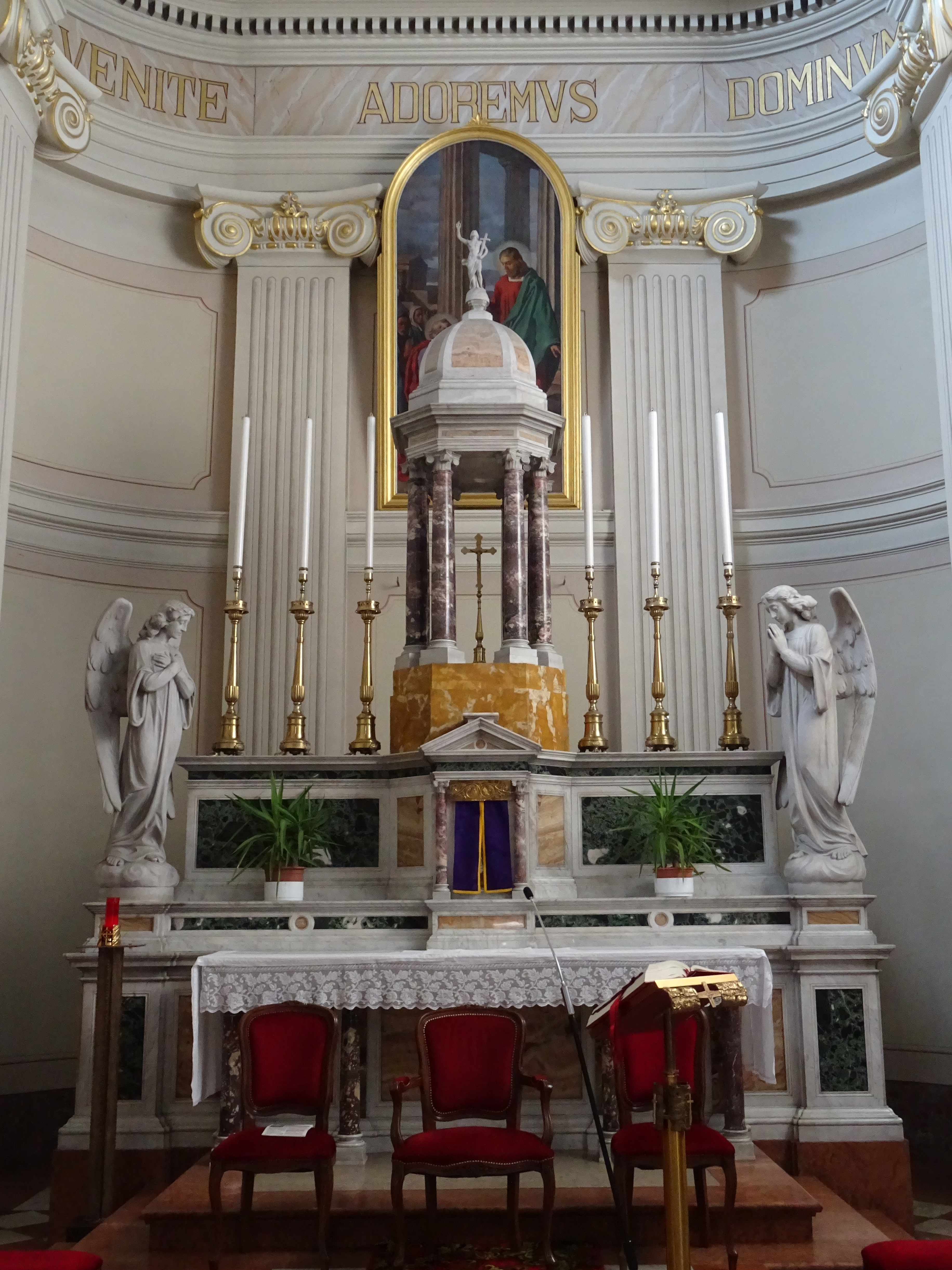
Altare maggiore

### Esterno
La facciata a capanna della chiesa, rivolta a sudest e scandita da quattro lesene ioniche sorreggenti la trabeazione e il frontone dentellato, è suddivisa in due registri: quello inferiore, rivestito in bugnato liscio, presenta centralmente il portale d'ingresso, sormontato dal timpano semicircolare, mentre quello superiore è caratterizzato da una statua di San Pietro e dal rosone.
Annesso alla parrocchiale è il campanile a pianta quadrata, la cui cella presenta su ogni lato una bifora ed è coronata dalla cupola a cipolla.

### Interno
L'interno dell'edificio si compone di una sola navata, sulla quale si affacciano le cappelle laterali introdotte da archi a tutto sesto e le cui pareti sono scandite da lesene sorreggenti la trabeazione modanata e aggettante sopra la quale si imposta la volta a botte; al termine dell'aula si sviluppa il presbiterio, rialzato di alcuni gradini e chiuso dall'abside.
Qui sono conservate diverse opere di pregio, tra le quali la tela con soggetto la Consegna delle chiavi a San Pietro, dipinta nel 1928 dal trevigiano Gino Borsato, e l'altorilievo raffigurante il Battesimo di Gesù Cristo, scolpito dal vicentino Giuseppe Giordani.